# Goljam Izvor (Razgrad)
Goljam Izvor (Bulgaars:  Голям извор) is een dorp in het noordoosten van Bulgarije, gelegen in de gemeente Samoeil in oblast Razgrad. Het dorp ligt hemelsbreed ongeveer 16 km ten oosten van de stad Razgrad en 292 km ten noordoosten van de hoofdstad Sofia. 

## Bevolking
Het dorp telde in december 2019 319 inwoners, een daling vergeleken met het maximum van 1.278 personen in 1934.
|  |

Van de 357 inwoners reageerden er 331 op de optionele volkstelling van 2011. Van deze 331 respondenten identificeerden 150 personen zichzelf als etnische Bulgaren (45,3%), gevolgd door 82 Roma (24,8%), 39 Bulgaarse Turken (11,8%) en 60 ondefinieerbare respondenten (18,1%).
| Etnische samenstelling van de respondenten (2011) | Etnische samenstelling van de respondenten (2011) | Etnische samenstelling van de respondenten (2011) | Etnische samenstelling van de respondenten (2011) | Etnische samenstelling van de respondenten (2011) |
| ------------------------------------------------- | ------------------------------------------------- | ------------------------------------------------- | ------------------------------------------------- | ------------------------------------------------- |
|                                                   |                                                   |                                                   |                                                   |                                                   |
| Bulgaren                                          | Bulgaren                                          |                                                   | 45,3%                                             | 45,3%                                             |
| Turken                                            | Turken                                            |                                                   | 11,8%                                             | 11,8%                                             |
| Roma                                              | Roma                                              |                                                   | 24,8%                                             | 24,8%                                             |
| Anders/Onbekend                                   | Anders/Onbekend                                   |                                                   | 18,1%                                             | 18,1%                                             |

Bogdantsi · Bogomiltsi · Choema · Charsovo · Goljam Izvor · Goljama Voda · Kara Michal · Krivitsa · Nozjarovo · Ptsjelina · Samoeil · Vladimirovtsi · Zdravets · Zjeljazkovets